# Сандакан (область)
Сандакан (малайск. Sandakan) — одна из областей в составе малайзийского штата Сабах на острове Калимантан.

## География
Область расположена в центральной и северо-восточной частях штата, и занимает 28 205 км², что составляет 38,3 % территории штата.

## Население
Согласно данным малайзийского департамента статистики, в 2006 году в области Сандакан проживало 676 000 человек, что составляло примерно 19,4 % населения штата Сабах.

## Административное деление

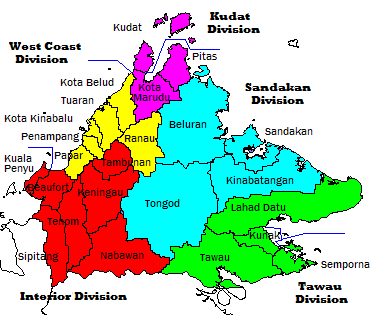
Округа Сабаха. Область Сандакан выделена голубым цветом

Область Сандакан делится на четыре округа:
- Белуран
- Кинабатанган
- Сандакан
- Тонгод

## Транспорт
Основные порт и аэродром находятся в городе Сандакан — втором по величине порту Сабаха после Кота-Кинабалу.